# 公共衛生期刊
公共衛生期刊（英語：public health journal）指的是一份致力於在公共衛生領域，包括：流行病學、生物統計學和醫療保健（含醫學、護理學等相關領域）等相關專業內容的科學期刊。與大多數科學期刊一樣，公共衛生期刊最大的類型是同行評審。公共衛生期刊一般是由健康組織和協會出版發行，如：《世界衛生組織公報》（由世界衛生組織出版發行）和《流行病學和公共衛生期刊》（由英國醫學會出版發行）。
隨著公共衛生研究數量的增加，最近幾十年來，公共衛生類文章和期刊的數量也在增加。因此，公共衛生期刊內出現了許多針對某個重點或焦點的專門類期刊。例如：有專門針對公共衛生政策領域（《公共衛生政策期刊》）；有專門針對某個地區或國家（《亞太地區公共衛生月刊》、《泛美公共衛生期刊》、《東地中海健康雜誌》）；有針對專門病學或治療類別的（《癌症流行病學、生物標記與預防》）；或其他類別（《健康人力資源》）。

## 受眾範圍
公共衛生期刊往往表明他們的目標受眾是跨學科的，其中包括醫護人員、公共衛生政策決策者和研究人員。它的一個主要目標就是支持公共衛生領域中的以證據為基礎的政策和循證實踐。相比之下，純粹的醫學期刊（例如：《柳葉刀》）通常更專注于將專業醫護人士作為其主要受眾，雖然這兩類期刊之間的界限越來越模糊。
有人認為，隨著統計方法和研究技術越來越先進，公共衛生期刊“充斥著越來越複雜的科學內容”，這將導致醫療健保工作人員越來越難理解。作為迴應，公共衛生期刊將刊發“更多的新聞來取代較多的科學報告”，比如：新聞、評論及教育材料。但是公共衛生期刊上的科學內容是吸引讀者閱讀和引起相關機構及圖書館訂閱的重要內容。

## 期刊評審
在公共衛生或醫學期刊上所刊發的文章一般都需要經歷一個評審的階段，每種期刊都有它們各自的評審過程，但是還是具有一定的共同特性。不同程度的評審會讓所刊發文章的作者有一定的受尊重感覺，而一般的評審分為：編輯評審、同行評審和同行盲審三種。《英国医学杂志》前主編理查德·史密斯說在2006年的一份研究中就已指出同行評審是無效的，因為它很容易被濫用。但是同時他也指出，編輯們認為同行評審是極為珍貴的。

### 編輯評審
在這個評審過程中，所提審的文章只需要符合最低標註，例如包括經費、隱私、出版發行、倫理或機構審查委員會的核准、原創內容的報表、作者簽名等等必要的描述。第一審一般交由責任編輯或編委會成員審讀，他們會通過并提交編委會，或要求作者重新修改后提交編委會，亦或是直接拒絕。但是最後是否刊發則由編委會全體決定。

### 同行評審
同行評審是一個相對更加嚴格的評審過程。提審文章在第一審通過責任編輯或編委會成員審查之後，將發送給指定領域內的兩個或更多個研究人員審讀。如果這些評論意見是正面的，那麼會轉交給原作者參考并修改；也有極少的情況是毫無異議地通過并提交給編委會。

### 同行盲審
基本評審過程與上述同行評審相似，但是編輯在發送評審文章之前會刪去所有有關該作者的身份資料，以最大程度降低同行評審中的“人情因素”。

## 期刊內容
大多數的公共衛生期刊大致包括以下內容：
- 社論
- 給編輯的信（英语：Letter to the editor）（分為兩種：一種新的病例報告；另一種則是對舊刊內容的評論。）
- 原創研究
- 文獻綜述及系統評價和萃取分析
- 相關學科會議及其他期刊的文摘
- 技術性筆記

醫學類期刊可能還包括一些其他內容，例如：病例報告和臨床圖像。
一些在線期刊也能發佈視頻內容，例如：《可視實驗期刊》。

## 互聯網與公眾引用
到了21世紀初，大部份的公共衛生和醫學期刊均有提供在線版，從而讓全球的用戶都可以訪問并閱讀。有一種比較普遍的舉措便是傳統印刷品被電子印刷品所取代，例如由BioMed Central所出版的在線期刊。隨著電子印刷品的興起，不少公共衛生期刊已經由訂閱轉而向網絡付費閱讀，不過也有部份期刊是提供在線免費全文閱讀。

## 影響因素
和其他學科期刊一樣，公共衛生期刊的排名也受到一些因素影響，例如刊發在該期刊上某篇文章被引用的頻率。目前公認的標準是有較高影響因素的期刊是質量較高的期刊，至少在一些健康類學科是如此。
目前質量較高的公共衛生期刊都歸類在《期刊引用報告》下的“公共、環境及職業健康”項，這其中包括：《環境與健康展望》、《美國流行病學雜誌》、《公共衛生年度回顧》、《遺傳流行病學（Genetic Epidemiology）》、《流行病學評論（Epidemiologic Reviews）》、《癌症流行病學、生物標記與預防》、《國際流行病學》、《流行病學 (雜誌)》、《世界衛生組織公報》和《美國公共衛生期刊》。
此外由於其跨學科的性質，一些關注其他類別的公共衛生期刊會被分類到其他類別的雜誌。例如：《公共衛生人力資源》就在“產業關係和勞工”項目中位列2012年的第一名。